# 니콜라 은쿨루
니콜라 알렉시 쥘리오 은쿨루 은두베나(프랑스어: Nicolas Alexis Julio N'Koulou N'Doubena, 1990년 3월 27일, 야운데 ~)는 불리는 카메룬의 축구 선수로, 현재 튀르키예 쉬페르리그의 가지안테프 소속이다.

## 구단 경력
은쿨루는 두알라의 카지 스포츠 아카데미에서 축구계에 입문하였다. 이 아카데미는 카메룬의 주요 선수들인 사뮈엘 에토, 이드리스 카를로스 카메니, 에리크 젬바젬바 등을 배출한 곳이다. 2007년 말, 그는 모나코를 연고로 하는 AS 모나코 FC로 이적하였다. 그는 3년 계약을 체결하였다. 그는 2007-08 시즌의 후반을 모나코의 CFA 팀에서 활약하였고, 2008년 7월 프리시즌에 프로팀에 합류하여, 등번호 3번을 부여받았다.
그는 프리시즌에 2경기 출장하였는데, 그 경기들은 리그 1에 속한 툴루즈 FC와의 첫 프리시즌 경기와, 크로아티아의 NK 디나모 자그레브와의 경기였다. 그는 2008년 9월 13일 프로 데뷔전을 FC 로리앙 전에서 65분에 교체로 필드를 나갈 때까지 선발로 출전하였다. 그는 모든 잔여 경기에서 90분 풀타임을 소화하였다. 그러나 그는 한 골도 넣지 못하였다.
그의 모나코에서의 성과는 유럽 명문 클럽 스카우트의 주목을 받았다. 프리미어리그의 아스널 FC와 헐 시티 AFC, 라 리가의 세비야 FC와 아틀레티코 마드리드, 프랑스 거함 올랭피크 리옹은 모두 이 카메룬의 수비수에 주목하였다. 2011년 6월 29일, 그는 올랭피크 드 마르세유의 메디컬 테스트를 통과하였고, 4년 계약을 체결하였다. 그러나 아스널 FC는 2012년 1월 이적시장에서 그를 원한다고 밝혔다.

## 국가대표팀 경력
은쿨루는 카메룬 U-23 대표팀에 차출되어 2008년 하계 올림픽에 참가하였다. 카메룬은 8강에 진출하였으나, 그 단계에서 브라질을 만나 탈락하였다. 그는 2008년 11월 19일, 남아공전에서 성인 대표팀 데뷔전을 치렀다.

## 경력
- 2008년 하계 올림픽 국가대표
- 2010년 아프리카 네이션스컵 국가대표
- 2010년 FIFA 월드컵 국가대표
- 2014년 FIFA 월드컵 국가대표
- 2015년 아프리카 네이션스컵 국가대표
- 2017년 아프리카 네이션스컵 국가대표

## 수상

### 클럽
마르세유
- 쿠프 드 라 리그: 2011-12

### 국가대표팀
카메룬
- 아프리카 네이션스컵: 2017

### 개인
- 리그 1 베스트 11: 2011-2012, 2012-2013